# Petrorossia gussakovskiji
Petrorossia gussakovskiji är en tvåvingeart som beskrevs av Zaitzev 2000. Petrorossia gussakovskiji ingår i släktet Petrorossia och familjen svävflugor. Inga underarter finns listade i Catalogue of Life.